# Emilio Rosenblueth
Emilio Rosenblueth Deutsch (Cidade do México, 8 de abril de 1926 — Cidade do México, 11 de janeiro de 1994) foi um engenheiro mexicano. Rosenblueth dedicou-se à investigação de fenômenos sísmicos, e em particular ao comportamento dos edifícios diante de terremotos.

## Biografia

### Vida Pessoal[1]
Nascido na Cidade do México, foi o único filho de Emilio Rosenblueth Stearns e Charlotte Deutsch Kleinman. Emilio teve uma infância muito próxima de seus pais e de sua família paterna, especialmente do seu tio, Arturo, e se interessou pela fenomenologia sísmica devido à localização do México em uma das áreas sísmicas mais ativas do globo.
Rosenblueth ingressou na Universidade Nacional Autônoma do México, onde obteve o diploma de licenciatura em Engenharia Civil no ano de 1948. Se formou mestre em 1949 e doutor em 1951, pela Universidade de Illinois, nos Estados Unidos.
Após voltar ao México, noivou-se com Alicia Laguette González, com quem se casou em 1954 e teve quatro filhos nos anos seguintes.

### Vida Profissional
Em 1958, Rosenblueth ajudou a fundar o Instituto de Engenharia da Universidade Nacional Autônoma do México, do qual foi diretor entre 1959 e 1966. Em 1966, foi nomeado Coordenador de Ciências da Universidade Nacional pelo reitor Javier Barros Sierra.
Além de professor da Faculdade de Engenharia da Universidade Nacional, ele também palestrou no Instituto Tecnológico de Massachusetts, no da California e no de Milão, e nas universidades de Washington, Stanford, California, Waterloo (Canadá) e Nacional de Engenharia (Peru).
Também foi assessor da UNESCO e da Organização dos Estados Americanos (OEA) em questões de pesquisa sísmica e científica. Rosenblueth era membro de academias e associações mexicanas e estrangeiras, como a Academia Mundial de Ciências, a Academia de Artes e Ciências dos Estados Unidos e a Academia Nacional de Ciências dos Estados Unidos, entre diversas outras.

## Morte
Emilio Rosenblueth Deutsch faleceu em 11 de janeiro de 1994, aos 67 anos, vítima de um aneurisma da aorta abdominal.

## Prêmios e distinções
- Prêmio de Investigação Científica da Academia Mexicana de Ciências, em 1963[3]
- Membro da Universidade Nacional em 4 de abril de 1972.[2]
- Prêmio de Ciências "Luis Elizondo" em 1973.
- Prêmio Nacional de Ciências e Artes na área de Ciências Físico-Matemáticas e Naturais pelo governo de México em 1974.[4]
- Investigador Emérito do Instituto de Engenharia da UNAM em 1988.
- Prêmio Príncipe de Astúrias, pelo governo da Espanha em 1985.[5]

1. 1 2 3 4  Judío, Central de Noticias Diario (15 de outubro de 2013). «Ing. Emilio Rosenblueth, Figura Mundial De La Ingeniería Sísmica - Diario Judío México» (em espanhol). Consultado em 6 de junho de 2025
2. 1 2  «Colegio Nacional». www.colegionacional.org.mx. Consultado em 6 de junho de 2025. Cópia arquivada em 24 de fevereiro de 2009
3. ↑  AMC. «AMC - Content». www.amc.unam.mx. Consultado em 6 de junho de 2025. Cópia arquivada em 11 de junho de 2007
4. ↑  «Wayback Machine» (PDF). www.ecultura.gob.mx. Consultado em 6 de junho de 2025. Cópia arquivada (PDF) em 22 de julho de 2011
5. ↑  biTTia. «David Vázquez Martínez y Emilio Rosenblueth, Premio Príncipe de Asturias de Investigación Científica y Técnica  1985». www.fundacionprincipedeasturias.org (em espanhol). Consultado em 6 de junho de 2025. Cópia arquivada em 9 de outubro de 2009